# Tuticorim
Tuticorim (em inglês:  Tuticorin; em tâmil: Thoothukudi) é uma cidade no distrito de Tuticorim , no estado indiano de Tamil Nadu. Foi uma possessão portuguesa entre 1548 e 1658.

## Demografia
Segundo o censo de 2001, Tuticorim tinha uma população de 216 058 habitantes. Os indivíduos do sexo masculino constituem 50% da população e os do sexo feminino 50%. Tuticorim tem uma taxa de literacia de 82%, superior à média nacional de 59.5%: a literacia no sexo masculino é de 85% e no sexo feminino é de 79%. Em Tuticorim, 11% da população está abaixo dos 6 anos de idade.